# 村上敦 (経済学者)
村上 敦（むらかみ あつし、1933年1月3日 -2018年1月16日 ）は、日本の経済学者。神戸大学名誉教授。関西国際大学初代学長・名誉教授。瑞宝中綬章受章。

## 来歴
神戸市出身。兵庫県立神戸高等学校を経て神戸大学経済学部を1955年に卒業。1957年、同大学院経済学研究科修士課程を修了し、神戸大学経済学部助手となる。1960年に講師、1963年助教授を経て、1971年に教授に就任した。
1972年、論文「低開発国の経済発展と貿易政策」で経済学博士号を取得。1996年、神戸大学を定年退官し、名誉教授となる。同年より、関西女学院短期大学教授。関西国際大学の初代学長及び同大学の名誉教授を歴任した。

## 著書

### 単著
- 『インドの工業発展と日印貿易』アジア経済研究所、1967年
- 『開発経済学』ダイヤモンド社、1971年

### 共著
- 『発展途上国の経済発展と国際分業』日本経済研究センター、1971年
- 『貿易入門 国際経済感覚を養うために』（小田正雄、鈴木克彦、池本清との共著）有斐閣新書、1979年

### 翻訳
- ハリー・ジョンソン『貨幣・貿易・経済成長』ダイヤモンド社、1964年
- Staffan Burenstam Linder『発展途上国の貿易と貿易政策』藤井茂監訳 片野彦二、池本清共訳 日本評論社 1968年
- H.R.ヘラー『国際貿易論』木村滋共訳 ダイヤモンド社、1970年

## 叙位・叙勲
- 瑞宝中綬章受章（2009年）[4][5]。